# Drei-Länder-Meisterschaft 2018

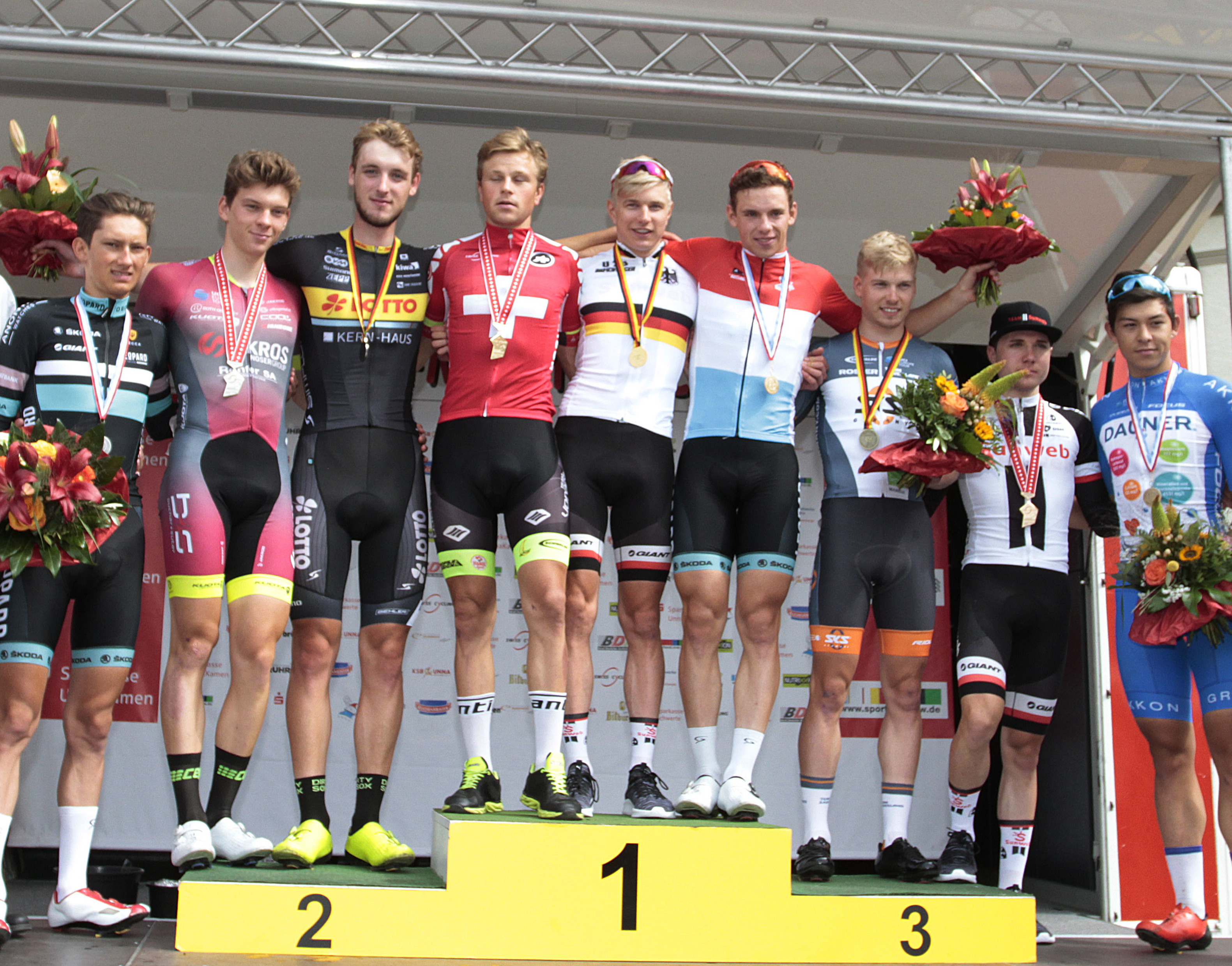
Podest aller Sieger (v. l. n. r.): Luc Wirtgen, Robin Froidevaux, Jonas Rutsch, Lukas Rüegg, Max Kanter, Pit Leyder, Aaron Grosser, Marc Hirschi, Colin Heiderscheid

Die 1. Drei-Länder-Meisterschaft fand am 17. Juni 2018 im deutschen Kreis Unna statt. Im Rahmen dieses Wettbewerbs wurden die U23-Straßenmeisterschaften von Deutschland, Luxemburg und der Schweiz gemeinsam ausgetragen.
Veranstalter der ersten Austragung war der RSV Unna. Der Rundkurs war 10,6 Kilometer lang, der 16 Mal befahren wurde, die Gesamtlänge der Strecke betrug also 169,6 Kilometer. Start und Ziel war am Haus Opherdicke bei Holzwickede. Jede Nation kürte ihren eigenen Meister, ebenso wurde ein Gesamtsieger geehrt. Zur Erinnerung an den 2017 verstorbenen Gründer des RSV Unna trug das Rennen zusätzlich den Namen Rheinhold-Böhm-Gedächtnisrennen. Den Pokal für den Sieger sowie die Medaillen schuf der Künstler Alfred Gockel.
Rund 200 Rennfahrer waren gemeldet, davon rund 140 Starter aus Deutschland, 30 aus der Schweiz und 20 aus Luxemburg. Gesamtsieger und somit deutscher Meister zum zweiten Mal in Folge wurde der Cottbuser Max Kanter, Schweizer Meister wurde Lukas Rüegg, den luxemburgischen Titel errang Pit Leyder.
Künftig soll die gemeinsame Meisterschaft im Wechsel der drei Verbände eine Woche vor den Straßen-Meisterschaften der Elite-Klasse ausgefahren werden.
Schon in den Jahren 1974 bis 1986 fanden die Meisterschaften der Profis als Drei-Nationenmeisterschaft gemeinsam mit den Schweizern und Luxemburgern sowie von 1987 bis 1994 mit den Schweizern und Liechtensteinern statt.

## Ergebnisse

### Gesamtwertung
| Platz | Nation      | Athlet           | Zeit      |
| 1     | Deutschland | Max Kanter       | 4:00:45 h |
| 2     | Deutschland | Jonas Rutsch     | gl. Zeit  |
| 3     | Schweiz     | Lukas Rüegg      | gl. Zeit  |
| 4     | Luxemburg   | Pit Leyder       | gl. Zeit  |
| 5     | Deutschland | Aaron Grosser    | gl. Zeit  |
| 6     | Schweiz     | Robin Froidevaux | gl. Zeit  |
| 7     | Deutschland | Felix Groß       | gl. Zeit  |
| 8     | Deutschland | Toni Franz       | gl. Zeit  |
| 9     | Schweiz     | Marc Hirschi     | gl. Zeit  |
| 10    | Schweiz     | Manuel Zobrist   | gl. Zeit  |

#### Deutschland

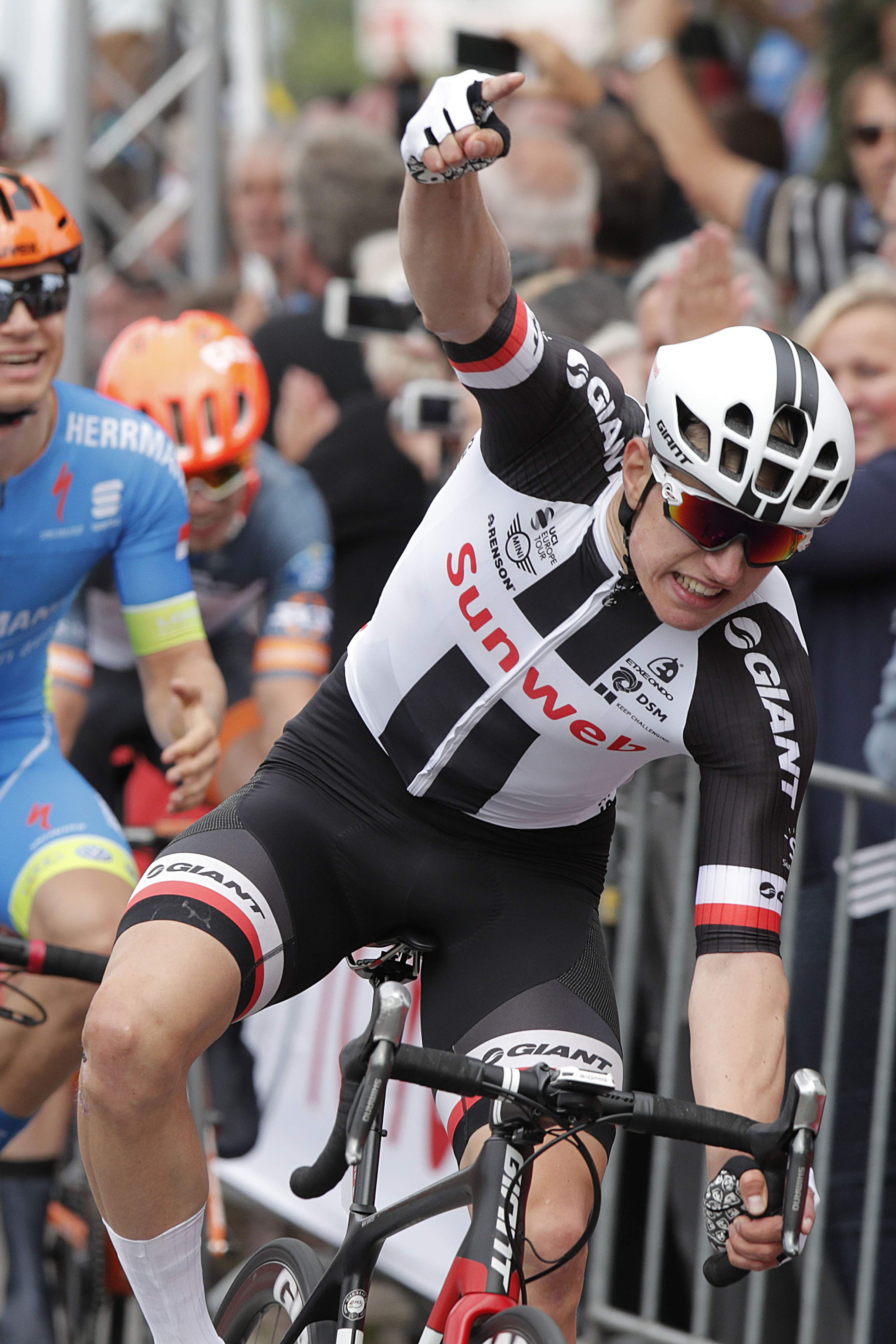
Max Kanter: Sieger der Gesamtwertung und damit deutscher U23-Meister

| Platz | Athlet                    | Zeit      |
| ----- | ------------------------- | --------- |
| 1     | Max Kanter                | 4:00:45 h |
| 2     | Jonas Rutsch              | gl. Zeit  |
| 3     | Aaron Grosser             | gl. Zeit  |
| 4     | Felix Groß                | gl. Zeit  |
| 5     | Toni Franz                | gl. Zeit  |
| 6     | Henrik Pakalski           | gl. Zeit  |
| 7     | Sven Thurau               | gl. Zeit  |
| 8     | Per Christian Münstermann | gl. Zeit  |
| 9     | Christian Koch            | gl. Zeit  |
| 10    | Erik Schubert             | gl. Zeit  |

#### Schweiz

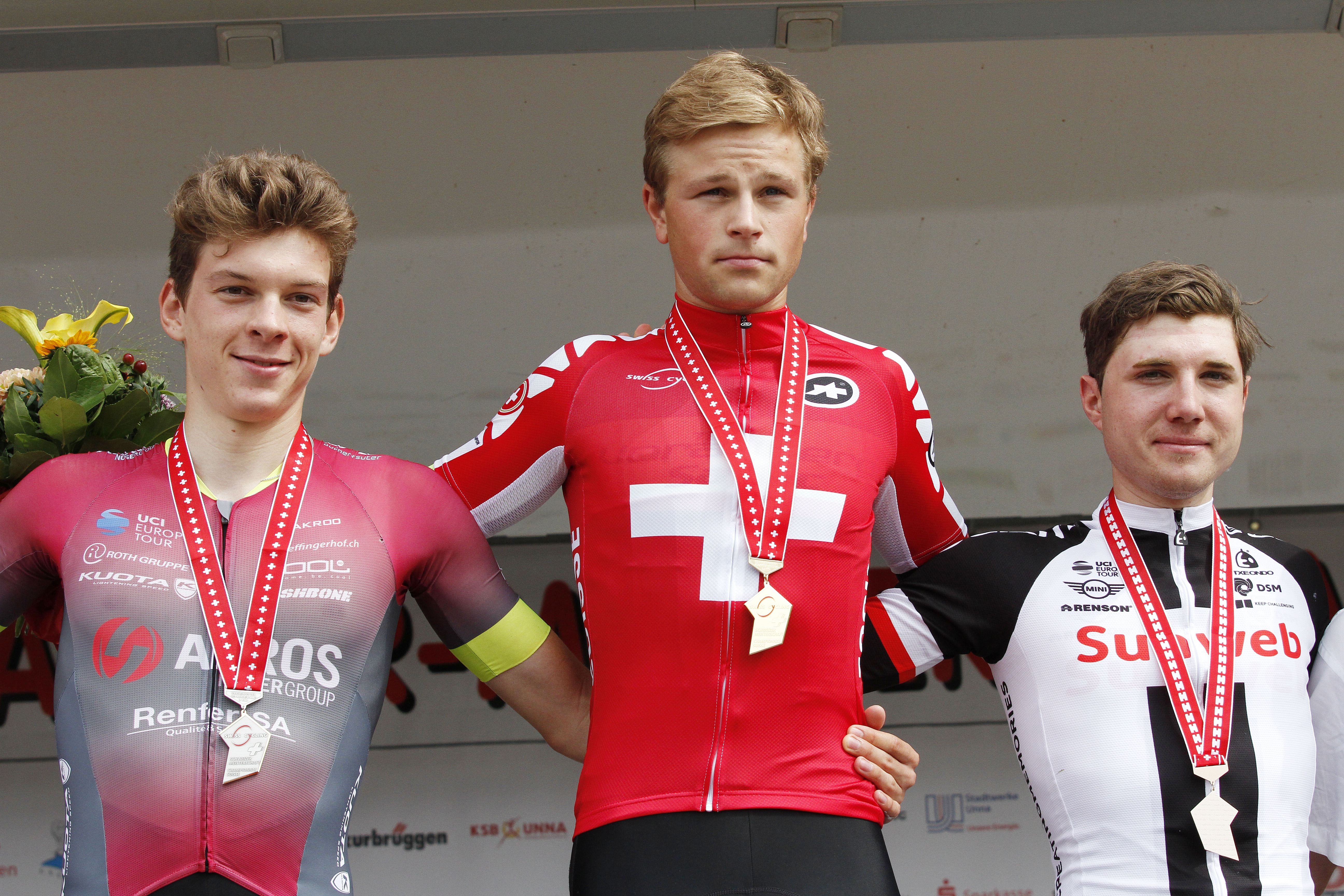
Schweizer Podium (v. l. n. r.): Robin Froidevaux, Lukas Rüegg, Marc Hirschi

| Platz | Athlet           | Zeit      |
| ----- | ---------------- | --------- |
| 1     | Lukas Rüegg      | 4:00:45 h |
| 2     | Robin Froidevaux | gl. Zeit  |
| 3     | Marc Hirschi     | gl. Zeit  |
| 4     | Manuel Zobrist   | gl. Zeit  |
| 5     | Joab Schneiter   | gl. Zeit  |
| 6     | Mario Spengler   | gl. Zeit  |
| 7     | Joel Suter       | gl. Zeit  |
| 8     | Johan Jacobs     | gl. Zeit  |
| 9     | Reto Müller      | gl. Zeit  |
| 10    | Yves Lütolf      | gl. Zeit  |

#### Luxemburg

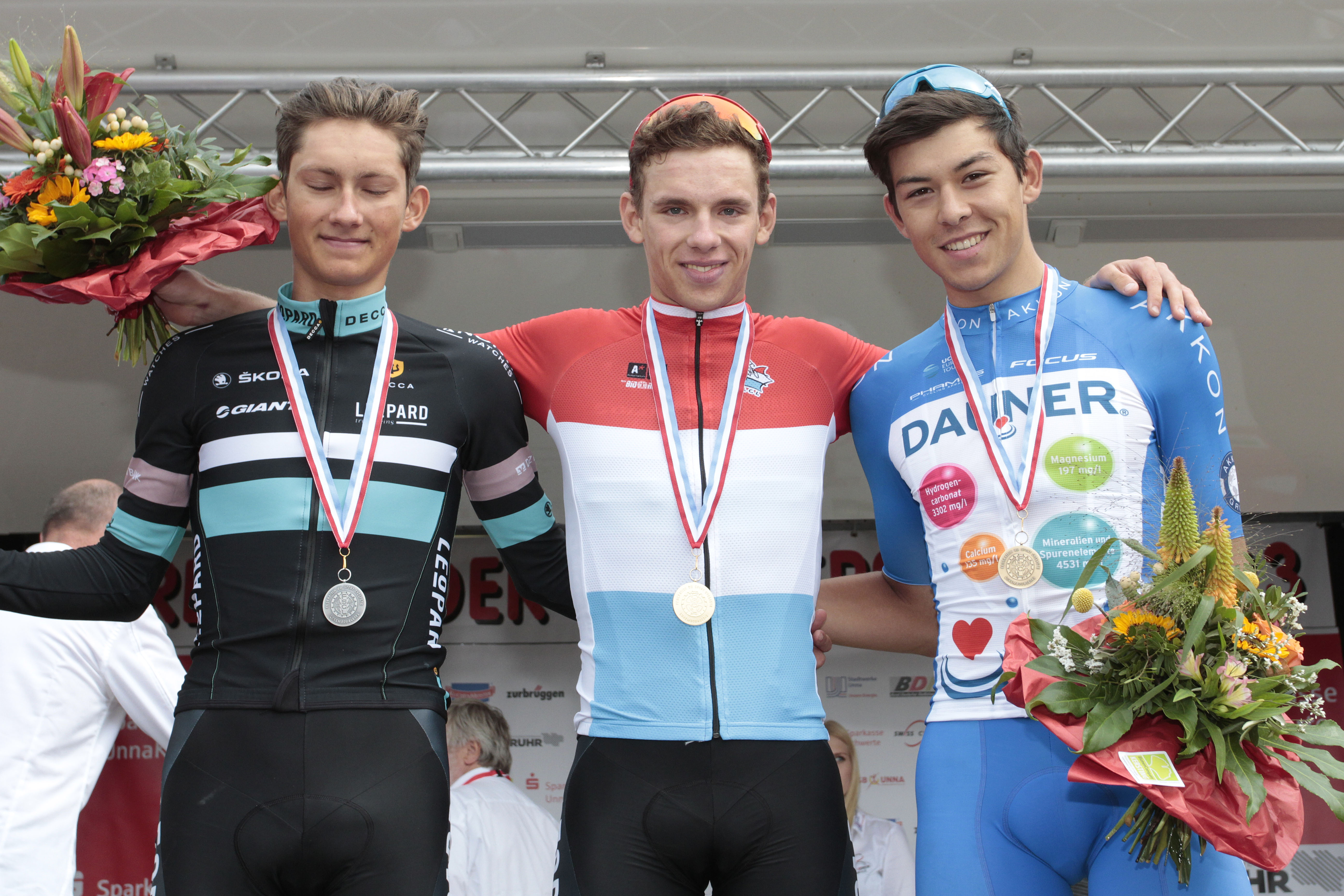
Podium Luxemburg (v. l. n. r.): Luc Wirtgen, Pit Leyer, Colin Reiderscheid

| Platz | Athlet             | Zeit      |
| ----- | ------------------ | --------- |
| 1     | Pit Leyder         | 4:00:45 h |
| 2     | Luc Wirtgen        | gl. Zeit  |
| 3     | Colin Heiderscheid | gl. Zeit  |
| 4     | Jan Petelin        | gl. Zeit  |
| 5     | Tom Wirtgen        | + 5 s     |
| 6     | Felix Schreiber    | + 14 s    |
| 7     | Ken Conter         | gl. Zeit  |
| 8     | Tiago da Silva     | gl. Zeit  |
| 9     | Tristan Parrotta   | + 22 s    |
| 10    | Maxime Weyrich     | + 23 s    |